# أوليفر كيرتز
أوليفر كيرتز (بالألمانية: Oliver Kurtz) هو لاعب هوكي الحقل ألماني، ولد في 23 أكتوبر 1971 في كولونيا في ألمانيا.

## وصلات خارجية
- أوليفر كيرتز على موقع أوليمبيديا (الإنجليزية)